# Trichoptya paucifera
Trichoptya paucifera là một loài bướm đêm trong họ Noctuidae.